# 卡頓伍德 (伊利諾伊州)
卡頓伍德（英語：Cottonwood）是位於美國伊利諾伊州加拉廷縣的一個非建制地區。該地的面積和人口皆未知。

## 地理
卡頓伍德的座標為37°53′21″N 88°12′47″W / 37.88917°N 88.21306°W，而該地的平均海拔高度為125米（即410英尺）。